# Пјуалуп (Вашингтон)
Пјуалуп (енгл. Puyallup) град је у америчкој савезној држави Вашингтон. По попису становништва из 2010. у њему је живело 37.022 становника.

## Демографија
Према попису становништва из 2010. у граду је живело 37.022 становника, што је 4.011 (12,2%) становника више него 2000. године.
| Група             | 2000.          | 2010.          |
| Белци             | 28.337 (85,8%) | 29.970 (81,0%) |
| Афроамериканци    | 496 (1,5%)     | 781 (2,1%)     |
| Азијати           | 1.079 (3,3%)   | 1.396 (3,8%)   |
| Хиспаноамериканци | 1.542 (4,7%)   | 2.539 (6,9%)   |
| Укупно            | 33.011         | 37.022         |